# El Fabregar (Sant Martí de Centelles)
El Fabregar és una masia del terme municipal de Sant Martí de Centelles, a la comarca catalana d'Osona, en terres de la parròquia principal del terme.
Està situada a prop de l'extrem de ponent del terme municipal, a prop del límit amb Sant Quirze Safaja. És a la dreta del torrent de l'Espluga. És al sud-oest del Puig Fabregar, a migdia de l'extrem de llevant de la Carena de Bassapedrells. La masia de Barnils és a prop i a ponent del Fabregar. Els Camps del Fabregar s'estenen a migdia de la masia.